# Bettstein (Adelsgeschlecht)

Wappen: Drei rote Sparren auf silbernem Grund

Bettstein, vor 1871 auch Betstein (Französisch: Bassompierre) ist der Name eines lothringischen Adelsgeschlechtes im ehemaligen Herzogtum Bar.
Die Familie, deren Zweige zum Teil bis heute bestehen, gehört zum Uradel in Lothringen. Im 16. Jahrhundert wurde der Name Bettstein (andere Schreibweisen: Betzstein, Bestein, Batzenstein, Battenstein) durch die französische Form des Namens in Bassompierre ergänzt.

## Geschichte

### Herkunft
Nach der Überlieferung soll das Geschlecht derer von Betstein / de Bassompierre von den Grafen von Ravensberg abstammen. Die Grundlage dafür bildet die Darstellung des Stammbaumes in den Memoiren des François de Bassompierre. Wahrscheinlicher ist allerdings, dass die Gleichheit des Wappens, welches das Geschlecht auch mit den Herren von Eppstein und den Herren von Sonneberg teilt, zu dieser Annahme geführt hat. Eine gesicherte Quellenlage besteht hierbei nicht.
Erste urkundliche Erwähnung findet Ulrich I., Herr von Betstein und Alben, der im Jahr 1292 dem Grafen von Bar, Heinrich III., den Lehenseid leistete. Ein Jahr später folgte ihm sein Sohn Simon I. sowie 1333 dessen Gattin, die nach dem Tode Simon von Betsteins den Eid für den minderjährigen Sohn Ulrich II. ablegte. Nach der Erhebung der Grafschaft Bar zum Herzogtum (1354) erkannte im selben Jahr Ulrich II. von Betstein, sowie später (1393) sein Sohn Simon II., die Lehenshoheit des Herzogs von Bar an. Bedeutung erlangte Simon II., Burggraf zu Epinal, vor allem dadurch, dass ihn der Herzog von Bar, Robert I., 1387 zum Richter ernannte, um bei der Wiedervereinigung von Teilen des Herzogtums Bar mit dem Herzogtum Lothringen den Streit über die Besitztümer Barrois und Luxemburg zu schlichten.

### Die Marquis-Linie
Die fortlaufende Stammreihe der Herren von Betstein, die später die markgräfliche Linie begründen, beginnt mit Gottfried I., dem Bruder Simons II. Aus dessen Ehe mit Johanna von Reiner ging Johannes von Betstein († 1456) hervor, dessen Gattin den Besitz Harouel mit in die Familie brachte. Von nun an nannte sich die Familie Herren von Betstein und Harouel, so ihr Sohn Gottfried II., der als Rat und Kammerherr im Dienste des Herzogs von Bar, René II., stand. Nachdem sich Heinrich von Neufchatel mit Unterstützung Frankreichs gegen den Herzog von Bar erhoben hatte und in Gefangenschaft geraten war, bürgte Gottfried II. 1479 für den Aufständischen und bewirkte so dessen Freilassung, um dadurch die Region zu befrieden. Mit Hilfe seines Sohnes Christoph I., der sich vor allem im Krieg gegen Metz (1490) bewährte, gelang der Familie schließlich die Beilegung des Konflikts.

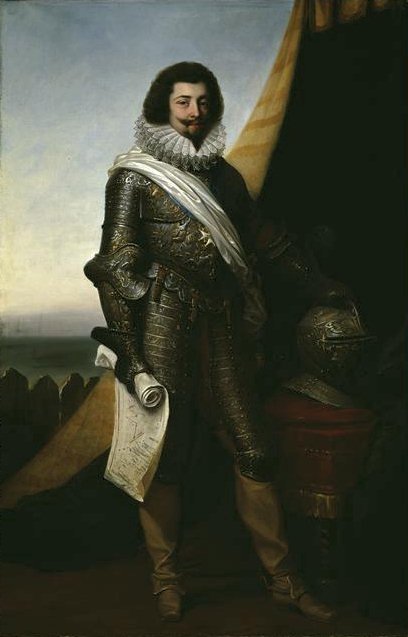
François de Bassompierre (1579–1646)

Aufgrund ihrer politischen und militärischen Leistungen, aber auch aufgrund heiratspolitischer Verbindungen konnten die Herren von Betstein und Harouel bald zu einem der wichtigsten Häuser Lothringens aufsteigen: Franz I., Sohn von Christoph I. und Johanna von Ville sur Jrlon, hatte von seiner Groß- und Urgroßmutter nicht nur Baudricourt, Sairouce, Rémonville, Chastelle (Châtelet), Ormes, Mendres u. a. geerbt, sondern war inzwischen auch zum Vogt der Vogesen ernannt worden (1539). In Wien diente er am Kaiserlichen Hof als Hauptmann der Leibwache Kaiser Karls V., dessen Kammerherr er zugleich war. Von seinen drei Söhnen blieb der zweite, Bernhard, ebenfalls in Wien und wurde kaiserlicher Oberst, während die beiden Brüder nach der französischen Besetzung Lothringens (1552) auf die Seite Heinrichs II. von Valois wechselten. Der König ernannte Claude-Antoine de Bassompierre zum Oberst der französischen Armee sowie zum herzogl. Lothringischen Gouverneur der Vogesen und Vogt des Bistums Metz. Im Streit mit seinem jüngeren Bruder Christophe II. wurde er von diesem erstochen. Christophe II. war zunächst als Geisel an den Französischen Hof verbracht und mit dem späteren König Karl IX. erzogen worden. Als herzogl. Lothringischer Oberhofmeister und Finanzminister zurückgekehrt, verwendete er fortan – wie schon sein Vater und Bruder – ausschließlich die französische Form des Namens. Er nannte sich nun baron de Bassompierre, seigneur d’Harouel, Remonville et Baudricourt. Während der Hugenottenkriegen diente er Karl IX. von Valois als Oberst und befehligte 1570 „über 500 Teutsche [lothringische] Reuter“. Durch Erbschaft brachte er 1588 von seinem Onkel Theoderich von Betstein, Propst zu Mainz, die Herrschaft Thiecourt an sich und stiftete 1592 – wohl wegen des Brudermordes – 1592 den Konvent der Paulaner (heute Chapelle de la Visitation) in Nancy, wo er 1596 starb.
Einer seiner Söhne – Jean de Bassompierre – fiel in den Hugenottenkriegen bei Ostende, ein anderer erlangte besondere Berühmtheit: François de Bassompierre (1579–1646). Er wurde Marschall von Frankreich. 1623 zum Marquis d’Harouel erhoben, galt er nicht zuletzt wegen seines Aussehens, seines Auftretens und seiner Konversation als das Musterbild eines französischen Höflings. Seine Erlebnisse als Diplomat und Feldherr, aber auch die Ereignisse am Hof Heinrichs IV. legte er später in den Memoiren nieder, die er während der von Kardinal Richelieu veranlassten Gefangenschaft in der Bastille (1631–1643) schrieb. Von seinen illegitimen Verbindungen gelangte nur sein Sohn Louis II. (* 1610) zu Ansehen, der 1676 als Bischof von Saintes starb.
Die Familie wurde von George-Afriquain, einem Bruder von François de Bassompierre, fortgeführt. Als marquis de Remonville bekleidete er die Ämter des Marschalls von Lothringen sowie des Gouverneurs und Vogtes der Vogesen († 1632). Unter seinen Kindern sind zu nennen: Anna Margaretha, Äbtissin des Klosters von Espinal und spätere Ehefrau von Charles, marquis d’Haraucourt et Fulquemont; Anne-François de Bassompierre (1612–1646), der zunächst seinen Onkel Marschall François de Bassompierre auf dessen Feldzügen begleitete, dann aber in die kaiserliche Armee wechselte, wo er 1634 unter General Gallas an der Schlacht bei Nördlingen und 1635 am Feldzug gegen die Franzosen in Lothringen teilnahm. 1638 bei Breisach von Herzog Bernhard von Sachsen-Weimar gefangen genommen, erlangte er erst 1640 wieder die Freiheit. Als kaiserlicher Feldzeugmeister befehligte er fortan in Böhmen und Schlesien, bis er 1646 in einem Duell den Tod fand. Sein Bruder Charles de Bassompierre, baron de Dommartin, während des Dreißigjährigen Krieges (1638) herzogl. Lothringischer Oberst, wechselte später ebenfalls die Seite und starb 1665 in Wien; alle seine Töchter traten ins Kloster der Salesianerinnen in Nancy ein, die Söhne waren in Kaiserlichen Diensten: Charles-Louis wurde General und 1698 Marschall von Lothringen sowie grand-bailly der Vogesen; Anne-François-Joseph († 1713) tat sich als Oberst besonders in den Türkenkriegen hervor und wurde 1694 nach der Schlacht von Waradein ausgezeichnet. Sein Sohn Anne-François-Joseph II. (* 1693) wechselte zurück in französische Dienste. Er diente als capitain (Hauptmann) in der französischen Armee und starb später, wie auch sein Vetter François-Louis, in Paris.
Ebenfalls in französischen Diensten stand ihr Onkel, der jüngste Sohn von George-Afriquain, Gaston-Jean-Baptiste, seigneur de Bassompierre, Marquis de Remonville. Als Vogt, Gouverneur und Generalleutnant der Armee Karls IV. Leopold von Lothringen befehligte er drei Regimenter, die 1689 während des Pfälzischen Erbfolgekrieges maßgeblichen Anteil an dem Sieg der Franzosen über die Truppen des Kurfürsten von der Pfalz in der Schlacht bei Bingen hatten. Er erhielt dafür den erblichen Titel eines herzogl. Lothringischen Kammerherrn. Auch seine Söhne, nun allesamt herzogl. Lothringische Kammerherrn, taten sich in militärischen Diensten hervor: François de Bassompierre, verheiratet mit Maria Magdalena Bonne, Gräfin du Hamal, war französischer Kavallerie-Oberst († 1714), sein Bruder Leopold-Charles königl. französischer Fähnerich zur See; Henry-Dominique de Bassompierre diente als Garde-Fähnerich der leichten Kavallerie, deren Kommandant sein Bruder Jean-Claude war. Dieser erhielt aufgrund seiner Verdienste am 8. November 1719 von Herzog Leopold Joseph von Lothringen den Titel marquis de Bassompierre unter Erhebung der ihm gehörigen Herrschaft Baudricourt in Lothringen zum Marquisat Bassompierre. Sein Sohn Leopold-Clement (1715–1787), ebenfalls Garde-Fähnerich der leichten Kavallerie, führte die Marquis-Linie fort, bis sie 1837 schließlich erlosch.

### Die Sire- und Seigneur-Linien
Neben der Marquis-Linie bestanden mehrere Sire- und Seigneur-Linien, deren Genealogie sich jedoch nicht lückenlos belegen lässt. Erwähnung findet vor allem Charles de Bassompierre (1765–1826), der sich, wie auch andere Vertreter seines Hauses, aufgrund der Adelsverfolgung während der Französischen Revolution ab 1792 Charles Bassompierre nannte und ab 1797 an den Feldzügen Napoleons teilnahm, wo er im Zusammenhang der Besetzung Bingens 1802 durch Partisanen schwer verwundet wurde. Sein Schicksal bildet die Vorlage für eine Episode in Robert Löhrs Roman Das Erlkönig-Manöver. Nach 1871 nannten sich die Nachfahren seiner Tochter in Rückgriff auf die ursprünglich deutsche Form des Namens Jacobs von Betstein. Bekanntheit erlangte ferner der Schriftsteller und Librettist Charles-Augustin de Bassompierre (1771–1853), genannt Sewrin, dessen Sohn, Aimé-Henry-Edmond Bassompierre-Sewrin (1809–1896), ein Maler, ebenfalls den Adelstitel ablegte. So ist mit dem Niedergang des Herzogtums Lothringen zugleich auch der Niedergang des lothringischen Adelshauses de Bassompierre verbunden, welches auf das Engste mit dem Schicksal des Landes in der Auseinandersetzung um die kulturelle und politische Zugehörigkeit zu Frankreich bzw. Deutschland verstrickt war.

## Stammsitz
Stammsitz der Familie war Burg Betzstein (Betstein) im heutigen Bassompierre, einem Ortsteil von Boulange (Bollingen), etwa 20 km nordöstlich von Thionville (Diedenhofen) im Département Moselle. 1635 wurde die Burg zerstört, 1750 war sie nahezu völlig abgetragen. Der Ort Bassompierre – ab 1871 galt Bettstein als offizielle deutsche Schreibweise – verlor an Bedeutung; die Stämme der Familie zogen sich auf ihre ererbten Besitzungen in Lothringen zurück.

## Name

### Herkunft, Bedeutung, frühe Verwendungsformen
Der Name Bassompierre / Betstein wurde 1133 erstmals urkundlich erwähnt, und zwar als Bazompetra, was etymologisch auf den Kalksteinbruch des gleichnamigen Ortes deuten könnte, in dem mehrere fränkische Gräber entdeckt worden sind, deren Bedeutung vor allem in den Beigaben, aber auch in den aus römischer Zeit stammenden (wiederverwendeten) Steinsarkophagen liegt. Umstritten ist jedoch, ob der Name keltischen, romanisch-griechischen oder germanischen Ursprungs ist. In den frühen Urkunden wird durchweg in der deutschen Form von Betstein, Bettstein oder Betzstein gesprochen, so in der Urkunde des Bischofs von Metz, Konrad Bayer von Boppard (1435). Ähnliches gilt für die Urkunden des Herzogtums Berg vom 4. November 1420 sowie vom 14. April 1421, in denen Johannes von Betzstein mit Herzog Adolf VII. von Berg († 1437) vereinbart, bei erster Gelegenheit die Stadt Elberfeld einzunehmen und gegen den Kardinal von Baer sowie dessen Verbündete vorzugehen, wofür er 500 Gulden erhalten soll. In einer weiteren Urkunde vom 1. September 1454, dem ältesten Nachweis St. Pauliner Rechte in diesem Gebiet, erlaubt das Kapitel von St. Paulin bei Trier Ida von Bettstein den Rückkauf einer Rente in Naturalien.

### Französisierung des Namens
Unter Duldung der protestantischen Reichsfürsten („Fürstenaufstand“) hatte Heinrich II. von Valois 1552 die Bistümer Metz, Toul und Verdun besetzt und dabei große Teile Lothringens an sich gebracht. Französisch wurde offizielle Amtssprache. In diese Zeit fällt die Verwendung der französischen Form des Namens Betstein. Zur Sicherstellung der Bündnistreue des lothringischen Adels mit dem französischen Herrscherhaus hatte der König als Unterpfand Christoph von Betstein nach Paris entführt und ihn gemeinsam mit dem Kronprinzen erziehen lassen. Mit Ämtern und Titeln versehen, kehrte Christophe de Bassompierre schließlich nach Lothringen zurück; er blieb zeit seines Lebens dem König treu, während Teile der Familie in kaiserliche Dienste traten und nach Wien zogen. Aber auch dieser Familienzweig nahm die französische Form des Namens an. Unter dem Druck der Französischen Revolution verzichteten später einige Linien des inzwischen weit verzweigten Hauses auf das Adelsprädikat.

### Schreibweisen
Nach 1552 setzte sich im deutschen Reich überwiegend die Bezeichnung Betzstein durch. Als das annektierte Lothringen 1871 erneut mit dem deutschen Kulturraum vereinigt wurde, galt nun die (von der preußischen Regierung vorgeschriebene) Schreibweise „Bettstein“. In Frankreich verwendete man dagegen die Bezeichnung „Betstein“ als deutsche Form von Bassompierre. Jakob Grimm suchte nach einer eigenen Übersetzung des Namens und verwendet im ersten Band seiner „Deutschen Sagen“ neben Be(t)stein als Übersetzung von Bassompierre den Namen Bassenstein im Zusammenhang der von François de Bassompierre überlieferten Sage.

## Wappen
Das Stammwappen zeigt in Silber drei rote Sparren. Auf dem Helm ist der verkleinerte Schild zwischen silber-rotem Fluge. Die Decken sind in rot-silbern gehalten.
Das Wappen der Marquis de Bassompierre ist ein ebensolcher Schild, gekrönt mit einer Mauerkrone. Als Schildhalter dienen zwei Schwäne. Die Devise lautet: Quod nequent tot sidera praestat.

## Literarische Bearbeitungen
Vor allem einige Geschichten in den Memoiren des Marschalls François de Bassompierre werden in der Literatur aufgegriffen, so etwa in:
- Johann Wolfgang v. Goethe: Unterhaltungen deutscher Ausgewanderten. In: Erich Trunz (Hrsg.): Goethe Werke, Hamburger Ausgabe in 14 Bänden. München 1981, Bd. VI, S. 125 ff; hier insbes. Bassompierres Geschichte von der schönen Kämmerin (S. 161–165) sowie Bassompierres Geschichte vom Schleier.
- Hugo von Hofmannsthal: Erlebnis des Marschalls von Bassompierre (1900). In: Erlebnis des Marschalls von Bassompierre und andere Erzählungen. Zürich 1950.
- Heinz Rölleke (Hrsg.): Grimms Deutsche Sagen. Frankfurt a. M. 1994, Bd. I, „Das Streichmaß, der Ring und der Becher“, Nr. 70, S. 101 f.
- Robert Löhr: Das Erlkönig-Manöver. Historischer Roman. München / Zürich 2007
- Henry Bedford-Jones: D’Artagnan. The Sequal to the Three Musketeers. New York 1928, zu Bassompierre bzw. Betstein S. 59 ff.

## Namensträger
- Gottfried II., Herr von Betstein († 1491), Rat und Kammerherr im Dienste Herzog Renés II. von Bar.
- Franz I. († 1553), Herr von Betstein, seit 1539 Vogt der Vogesen, Kammerherr und kaiserlicher Hauptmann der Leibwache Kaiser Karls V.; 1529 verh. mit Margaretha von Dommartin, baronesse de Fontenoy; ab 1552 verwendete er die französische Form des Familiennamens.
- Margaretha von Bet(t)stein, seit 1564 verh. mit Jakob VII von Rollingen (Raville), Herr von Dagstuhl, Erbmarschall von Luxemburg, Domherr zu Trier.
- Christophe II., baron de Bassompierre (1547–1596), herzogl. Lothringischer Oberhofmeister und Finanzminister, königl. französ. Oberst; seit 1572 verh. mit Louise Picart de Radeval.
- François de Bassompierre (1579–1646), marquis d’Harouel, Marschall von Frankreich.
- Louis II. de Bassompierre (1610–1676), Bischof von Saintes.
- George-Afriquain de Bassompierre († 1632), Marquis de Remonville, seigneur du Chastelet et Baudricourt; Marschall von Lothringen, Gouverneur und Vogt der Vogesen; verh. seit 1610 mit Henriette comtesse de Tornielle, Tochter von Charles-Emmanuel, marquis de Gerbevilliers, herzogl. lothring. Finanzminister.
- Anne-Marguerite de Bassompierre, Äbtissin von Kloster Espinal, später verh. mit Charles, marquis d’Haraucourt et Fulquemont, comte de Dalem, baron de Lorquin; Marschall von Lothringen.
- François Annas de Bassompierre (1612–1646), marquis de Remonville, verließ 1636 die lothringischen Dienste und wurde 1640 kaiserlicher Feldmarschall.
- Charles de Bassompierre († 1665), baron de Dommartin, herzogl. Lothringischer Oberst; verh. mit Henriette d’ Haraucourt-Chambley.
- Charles-Louis de Bassompierre, kaiserlicher General, 1698 Marschall von Lothringen sowie grand-bailly der Vogesen; verh. mit Marie-Louisa de Beauveau.
- Gaston Jean Baptista, seigneur de Bassompierre, Marquis de Remonville, Vogt der Vogesen, Generalleutnant in der Armee des Herzogs von Lothringen Karls IV., herzogl. Lothringischer Kammerherr; verh. mit Anne de Raulin.
- Jean-Claude, marquis de Bassompierre et Remonville, Kommandant der leichten Kavallerie der Leibgarde des Herzogs von Lothringen, seit 1711 verh. mit Jeanne de Nettancourt.
- Charles de Bassompierre (1765–1826), Leutnant, später Hauptmann der napoleonischen Armee, als Leutnant bei Bingen verletzt, Begründer der noch bestehenden deutschen Linie Jacobs von Betstein.